# Данијел Стерн
Данијел Џејкоб Стерн (енгл. Daniel Jacob Stern; рођен 28. августа 1957, Бетесда, Мериленд) амерички је позоришни, филмски и ТВ глумац.
Најпознатији по споредним улогама у филмовима Четири мангупа (1979), Плави гром (1983), Хана и њене сестре (1986), Левијатан (1989), Моје плаво небо (1990), Сам у кући (1990), Градски каубоји (1991), Сам у кући 2: Изгубљен у Њујорку (1992), Лоше да лошије не може бити (1998), Следећа три дана (2010) и ТВ серији Чудесне године (1988−1993).